# Ministro Zenteno (DD-16)

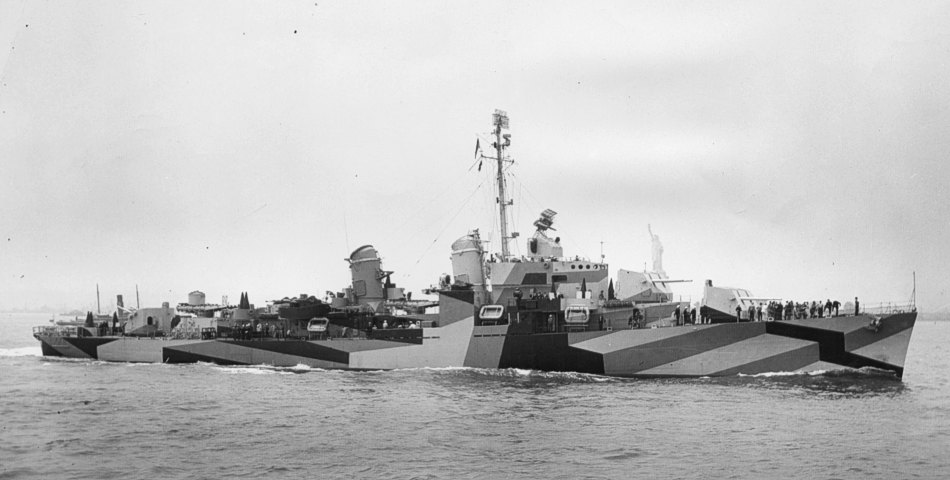
USS Charles S. Sperry (DD-697) en la bahía de Nueva York el 16 de mayo de 1944

El Ministro Zenteno (DD-16) fue uno de los 58 destructores de la clase Allen M. Sumner construidos para la Armada de los Estados Unidos entre 1943 y 1945 para servir en la Segunda Guerra Mundial. La clase Sumner se caracterizó principalmente por su montaje doble de cañones de 5"/38 y por tener dos timones, lo que mejoraba su poder de fuego y maniobrabilidad comparados con los de la clase Fletcher. Puesto en servicio el 17 de mayo de 1944 con el nombre de Charles S. Sperry (DD-697) participó en el frente japonés durante la Guerra Mundial y en las guerras de Corea y de Vietnam. En 1974 fue vendido a Chile participando en varias operaciones UNITAS cono integrante de la Escuadra. Desguazado en 1991

## Características
Antes que la construcción de la clase Fletcher comenzara, la Armada de los Estados Unidos ya en 1940 había considerado diseñar una nave que pudiese llevar montajes dobles de 5”/38 doble propósito. En septiembre de 1941, cuando se había puesto la quilla del primer destructor de la clase Fletcher, se propusieron seis nuevos diseños de naves que empleaban el mismo desplazamiento de 2.100 toneladas a los que se les llamó DD 692 clase Allen M. Sumner. En 1943 se seleccionaron algunos astilleros que comenzaron a cambiar la producción de Fletchers a Sumners. Esta clase tenía una manga 1 pie más ancha que los Fletcher y dos timones en vez de uno. Una de las ventajas sobre los Fletcher era su gran potencia de fuego, especialmente hacia proa.
Fue lanzado al agua el 13 de marzo de 1944 en el astillero Federal Shipbuilding and Drydock, Kearny, New Jersey y puesto en servicio activo el 17 de mayo de 1944. Su desplazamiento a plena carga era 3.218 toneladas, eslora de 114,76 metros, manga de 12 metros y calado de 4,78 metros. Desarrollaba una velocidad máxima de 35 nudos. Su armamento consistía en 3 torres dobles de 5"/38 doble propósito, 12 ametralladora de 40 mm., 11 ametralladora de 20 mm., 10 tubos para torpedos de 21", 2 deslizadores para bombas de profundidad y 6 morteros para lanzar bombas de profundidad. Su dotación era de 336 hombres.

## Servicio en la Armada estadounidense

### Durante la Segunda Guerra Mundial
1944
Después de un entrenamiento en las islas hawaianas, arribó a Ulithi el 28 de diciembre de 1944 uniéndose a la fuerza de portaaviones rápidos TF 38. El resto de la guerra actuó en la cortina del tercer grupo de esta poderosa fuerza designada indistintamente TF 38 o TF 58. Zarpó por primera vez con su grupo el 30 de diciembre rumbo a las bases japonesas de Formosa y Luzon en preparación de los futuros desembarcos en el golfo de Lingayen. Neutralizados los aeródromos japoneses la fuerza atacó blancos en Indochina y en Okinawa, regresando a Ulithi el 26 de enero de 1945.
1945
El 10 de febrero de 1945 zarpó con la TF 58 en alistamiento de la invasión de Iwo Jima. Lo primero fue un audaz ataque de los portaaviones contra Tokio, el primero desde la incursión de Doolittle. El 16 y 17 de febrero los aviones de los portaaviones rugieron sobre Tokio, causando grandes daños materiales y afectando a la moral japonesa. Luego proveyó fuego de apoyo directo durante el desembarco en Iwo Jima. Dos veces, el 19 de febrero y entre el 20 y 21 de febrero la fuerza fue atacada por la aviación enemiga, pero el fuego antiaéreo del Charles S. Sperry y de los otros buques de la cortina además de las maniobras evasivas y las cortinas de humo evitaron que esta gran concntración de naves sufriera daños. La FT 58 efectuó Un último ataque aéreo contra Tokio y Okinawa antes de regresar a Ulithi, base a la que recaló el 5 de marzo.
El 14 de marzo, zarpó con la ahora llamada TF 38 a la operación Okinawa que los mantuvo en la mar hasta el 1 de junio. Primero efectuaron ataques aéreos contra Kyushu, a lo que los japoneses replicaron con ataques aéreos contra la flota el 19 y 20 de marzo en los que el portaaviones CV-13 Franklin sufrió grves daños. El Charles S. Sperry y los otros buques escolta apoyaron con fuego antiaéreo a la flota evitando mayores daños al conjunto.
El 27 de marzo participó en el bombardeo de la pequeña pero estratégica pista de aterrizaje de Minami Daito Shima. El 1 de abril al comenzar la invasión asumió la tarea de buque de guardia de aviones y piquete de radar. El 7 de abril los aviones de los portaaviones atacaron y hundieron al acorazado Yamato, a un crucero escolta y a cuatro de los ocho destructores escolta. Efectuó fuego antiaéreo contra los aviones kamikazes que atacaron a la Fuerza de Tarea el 11,14,16, 29 de abril y el 11 de mayo obteniendo varios blancos. Ayudó en el control de averías y en el rescate de hombres en el agua de los portaaviones Hancock CV-19 y Bunker Hill CV-17 que fueron dañados por aviones suicidas.
Permaneció en la bahía de San Pedro en la Filipinas desde el uno de junio al uno de julio fecha en que zarpó escoltando a los portaaviones en el último ataque aéreo contra el corazón de Japón. Participó en los primeros desembarcos y en la evacuación de los prisioneros de guerra de los campos de prisioneros japoneses y el 31 de agosto la gran fuerza llegó a la altura de la bahía de Tokio para participar en las ceremonias de la rendición que se celebraron el 2 de septiembre.
Recibió cuatro estrellas de combate en reconocimiento de su actuación en el conflicto mundial.

### Período posguerra mundial
1945-1950
Permaneció en el lejano oriente participando en ejercicios, patrullando y llevando correspondencia hasta el 30 de diciembre de 1945, fecha en que zarpó desde Sasebo hacia la costa Este, arribando a Baltimore el 19 de febrero de 1946 permaneciendo todo el año en Boston con una dotación reducida. En marzo de 1947 se presentó en New Orleans para trabajar como buque de entrenamiento del personal de la Reserva Naval hasta julio de 1950. Luego de unas reparaciones en Norfolk zarpó hacia el lejano Oriente llegando a la altura de Corea el 14 de octubre de 1050.

### Durante la guerra de Corea
1950-1951
Durante las dos primeras semanas en las aguas coreanas efectuó tiro de bombardeo sobre las instalaciones de Songjin, verificó y patrulló las áreas barridas evitando que fueran reminadas. Durante noviembre y diciembre de 1950 efectuó fuego de apoyo naval y de bombardeo, cubriendo las redistribución de tropas en Kojo, Wonsan y Hung-nam. El 23 de diciembre mientras se encontraba disparando en Sonjin fue alcanzado por tres granadas disparadas por las baterías de tierra, pero solo sufrió daños menores que fueron reparados en Sasebo a comienzos de enero de 1951, regresando a la línea de fuego coreana efectuando operaciones de salvataje al norte del paralelo 38 y de bombardeo de la costa. Las operaciones condujeron al bloqueo clásico de Wonsan por lo que el Charles S. Sperry el 17 de enero de 1951 entró al peligroso puerto efectuando fuego de bombardeo indirecto y permitiendo los desembarcos en las islas del puerto. El 5 de marzo zarpó de Wonsan a Sonjin donde se unió al sitio hasta el 6 de junio fecha en que zarpó a casa, recalando en Norfolk el 2 de julio de 1951.
Recibió cuatro estrellas de combate en reconocimiento de sus servicios en la guerra.

### Período posguerra de Corea
1952-1960
Hasta 1960 participó del programa de operaciones de la Fuerza de Destructores del Atlántico zarpando desde Norfolk. En 1953, 1955, 1956, 1958 y 1959 efectuó cruceros en el Mediterráneo con la Sexta Flota. Su desplazamiento de 1956 coincidió con la crisis de Suez y escoltó a los transportes que evacuaron a los ciudadanos estadounidenses desde Egipto. Cruceros con guardiamarinas y ejercicios con la OTAN lo llevaron a puertos del norte de Europa en varias oportunidades, algunos en coordinación con sus desplazamientos al Mediterráneo.
A fines de 1959 comenzó un período de reparaciones extensas y modernización que continuaron durante 1960. FRAM II.

## Servicio en la Armada de Chile
1974-1991
Adquirido por el gobierno de Chile con fecha 8 de enero de 1974, se integró a la Armada con el nombre de Ministro Zenteno. Formó parte de la Escuadra por muchos años participando un varias operaciones UNITAS.
Con fecha 23 de abril de 1990 fue dado de baja, autorizándose su enajenación con fecha 20 de mayo de 1991.